# اکسل فردریک لوندن
اکسل فردریک لوندن (انگلیسی: Axel Fredrik Londen; ۵ اوت ۱۸۵۹ – ۸ سپتامبر ۱۹۲۸) تیرانداز اهل فنلاند بود.
وی در مسابقات کشوری و بین‌المللی در مجموع برندهٔ ۱ مدال برنز شده‌است.